# Сирийска Баас партия
Арабска социалистическа Баас партия – Сирийски регион (на арабски: حزب البعث العربي الاشتراكي – قطر سوريا) е Нео-Баасистка организация създадена през 7 април 1947 г. от Мишел Афлак и Салах ал-Дин ал-Битар. Баасистката партия идва на власт през 8 март 1963 г. чрез преврат. След свалянето от власт на Башар Асад на 8 декември 2024 г. партията прекратява дейността си.

## История

### 1963 – 2000
Баасистите идват на власт в Сирия на 8 март 1963 г. след военен преврат. Последвалите национализация на банки и различни компании и въвеждането на закон за ограничаване на частната собственост, водят до размирици в големите градове, което от своя страна води до разцепление между самите членове на партията на умерени и крайни. Конфликтът достига своя връх, когато през февруари 1966 г. генерал Салех Джадид става президент, с подкрепата на началника на военновъздушните сили Хафез ал-Асад. Много от умерените баасисти са арестувани, включително и Мишел Афлак. Въведена е контролирана икономика, а включването на комунистите във властта предизвиква още недоволство и демонстрации през 1967 г., потушени с полицейска сила.
Постепенно започват да се водят вътрешни борби за надмощие между Салах Джадид и Хафез ал-Асад. Подкрепен от войската, през 1970 г. ал-Асад взима надмощие като арестува водещите си конкуренти. За да подсигури позициите си, той свиква единадесети национален конгрес на баасистката партия в Дамаск през 1971 година. По време на конгреса Хафез ал-Асад е избран за главен секретар на партията, а политиката му е обявена за „възобновяваща“ партията, която я възвръща към линия на национализъм, с цел общоарабско обединение. Този конгрес се оказва последната стъпка към тоталния упадък на началната баасистка партия. Идеите и принципите, въведени в началото, се размиват заради стремежа на повечето лидери към надмощие и пренебрегването на основните ѝ цели, за сметка на политически игри.
Основна цел на Хафез ал-Асад по време на управлението му е да установи стабилност в режима и постига това успешно. Той успява да осъществи много социални реформи и инфраструктурни проекти. Често противоречив в политиката си, Хафез ал-Асад, макар и представител на Арабската социалистическа партия БААС, доста се отдалечава от първоначалните принципи на партията, описани в устава. Неговото управление спокойно може да бъде наречено авторитарно, но за разлика от Саддам Хусейн, ал-Асад подхожда по-различно. Вместо да третира жестоко непокорното население, той често подкупва или заплашва противниците си. Все пак, основна цел на партията остава общоарабското единение, което личи и от действията му около палестинския въпрос.

### 2000 – 2024
Първоначално за президент на Сирия е подготвян по-големия син на Хафез ал-Асад – Базил ал-Асад, който загива в автомобилна катастрофа в гр.Хомс през 1994 година. По това време Башар ал-Асад следва медицина в Лондон, специалност офталмология. След смъртта на брат си той се завръща в Сирия, където завършва военното си образование и се отдава на дипломатическа кариера.
След смъртта на ген. Хафез ал-Асад на 10 юни 2000 г. за президент, както и за главен секретар на партията, е избран Башар ал-Асад. Конституцията е променена с цел сваляне на изисквана възраст за заемане на президентския пост от 40 на 34 години. На 10 юли същата година Башар ал-Асад е избран чрез референдум за държавен глава на Сирия. На провелия се на 27 май 2007 г. референдум той е преизбран за нов 7-годишен мандат. Неговото управление се характеризира с важни промени в партията, засягащи икономиката. Баасистката партия заема 134 от 250 места в сирийския парламент.
През януари 2011 година масови протести и вълнения заливат арабския свят. Размириците довеждат до свалянето на управляващите в Тунис, Египет и Либия. Началото на безредиците в Сирия е поставено с ареста на група младежи в гр. Дера с антиправителствени лозунги. Постепенно в страната започват да се организират протести „за“ и „против“ управлението на Башар ал-Асад. Сирия е поставена под международен натиск от страна на САЩ, Турция и ЕС.
През май 2012 година за първи път от 50 години насам са организирани първите многопартийни избори.